# Kulička a Toník
Kulička a Toník (1931, Pünktchen und Anton), je povídka s detektivním motivem určená dětem, kterou napsal německý spisovatel Erich Kästner a ilustroval Walter Trier.

## Obsah povídky
Povídka vypráví příběh dvou dětských přátel, holčičky Luisy, přezdívané Kulička, a chlapce Toníka. Jejich přátelství je založeno na rozdílnosti jejich povah. Toník je přitahován Kuliččinou obrazotvorností a živostí, Kulička obdivuje Toníkovu rozvahu a praktičnost.
Zatímco Kulička je z bohaté rodiny, Toník je chudý a navíc má nemocnou maminku, o kterou se musí starat. Kuliččin tatínek, pan Pogge, je ředitelem továrny na výrobu vycházkových holí a je to milý a hodný muž, zatímco její matka je poněkud povrchní dáma, která chodí ráda po nákupech, na módní přehlídky, plesy, na návštěvy a do divadel a přenechává proto výchovu své dcery vychovatelce slečně Andachtové. Posledním členem domácnosti rodiny Poggeových, pokud nepočítáme psa Pufíka, je tlustá kuchařka Berta, která slečnu Andachtovou nesnáší. A jak se ukáže, tak právem.
Slečna Andachtová má totiž snoubence, který ji nutí, aby mu sháněla peníze. Proto, když nejsou rodiče Kuličky doma (což je často), chodí slečna Andachtová s Kuličkou prodávat po večerech sirky. Tohoto žebrání se zúčastňuje i Toník, který tak shání peníze pro maminku, která po vážné operaci nemůže pracovat. Pak snoubenec slečny Andachtové vymyslí plán, jak vyloupit dům Poggeových, k čemuž mu slečna Andachtová nakreslí plánek. Toník jeho plán odhalí, upozorní kuchařku Bertu a ta lupiče zneškodní. Nakonec pak Pogge zaměstná Toníkovu maminku jako novou Kuliččinu vychovatelku a Kuliččina matka snad pochopila, že se své dceři nedostatečně věnovala.

## Filmové adaptace
- Punktchen and Anton (1953, Kulička a Toník), německý film, režie Thomas Engel,
- Punktchen and Anton (1999, Kulička a Toník), německý film, režie Caroline Link.

## Česká vydání
- Kulička a Toník, Karel Synek, Praha 1934, přeložila Marta Třísková,
- Kulička a Toník, SNDK, Praha 1958, přeložila Jitka Fučíková,